# Столкновение в аэропорту Куинси
Столкновение в аэропорту Куинси — авиационная катастрофа, произошедшая во вторник 19 ноября 1996 года в региональном аэропорту Куинси (Иллинойс, США). Авиалайнер Beechcraft 1900C-1 авиакомпании Great Lakes Airlines (работала под маркой United Express) выполнял регулярный внутренний рейс UE 5925 по маршруту Чикаго—Берлингтон—Куинси, но, сев на взлётную полосу аэропорта Куинси, столкнулся с частным самолётом Beechcraft King Air 65A-90, который выполнял взлёт с другой ВПП, пересекающей ту, на которую сел рейс 5925. В катастрофе погибли все находившиеся на обоих самолётах 14 человек — 12 на Beechcraft 1900 (10 пассажиров и 2 пилота) и 2 на Beechcraft King Air.

## Сведения о самолётах

### Beechcraft 1900C
Beechcraft 1900C-1 (регистрационный номер N87GL, серийный UC-87) был выпущен в сентябре 1989 года. 28 декабря того же года с бортовым номером N819GL был передан авиакомпании Great Lakes Airlines, 22 августа 1992 года был перерегистрирован и его б/н сменился на N87GL. Оснащён двумя турбовинтовыми двигателями Pratt & Whitney Canada PT6A-65B. На день катастрофы совершил 26 797 циклов «взлёт-посадка» и налетал 18 446 часов.
Экипаж рейса UE 5925 состоял из двух пилотов:
- Командир воздушного судна (КВС) — 30-летняя Кэтрин А. Гетджи (англ. Katherine A. Gathje). Опытный пилот, проработала в авиакомпании Great Lakes Airlines 3 года и 2 месяца (с 23 сентября 1993 года). В должности командира Beechcraft 1900C-1 — с 13 февраля 1996 года. Налетала свыше 4000 часов, свыше 700 из них на Beechcraft 1900C.
- Второй пилот — 24-летний Дарин Маккомбс (англ. Darin McCombs). Опытный пилот, проработал в авиакомпании Great Lakes Airlines 1 год и 2 месяца (с 27 сентября 1995 года). Налетал свыше 1950 часов, свыше 800 из них на Beechcraft 1900C.

Кроме обоих пилотов, на борту самолёта находились 10 пассажиров.

### Beechcraft King Air 65A-90
Beechcraft King Air 65A-90 (регистрационный номер N1127D, серийный LJ-223) был выпущен 16 января 1967 года с б/н N1127M. 26 февраля 1987 года был перерегистрирован и получил бортовой номер N1127D. Оснащён двумя турбовинтовыми двигателями Pratt & Whitney Canada PT6A-20. На день катастрофы налетал 11 391 час.
Экипаж борта N1127D также состоял из двух пилотов:
- Командир воздушного судна (КВС) — 63-летний Нил О. Райнуолд (англ. Neil O. Reinwald). Очень опытный пилот, работавший в авиакомпании Trans World Airlines (TWA) (с 1965 по 1992 годы). Управлял самолётами B-25, Lockheed L-382, Boeing 377, Boeing 707, Boeing 720, Boeing 747, McDonnell Douglas DC-9 и Lockheed L-1011 TriStar. Имел квалификацию бортинженера. Налетал 25 647 часов, 22 из них на Beechcraft King Air.
- Второй пилот — 34-летняя Лора У. Брукс (англ. Laura W. Brooks). Инструктор авиацентра в Миссури, была на борту в качестве пассажира. Налетала 1462 часа.

## Хронология событий

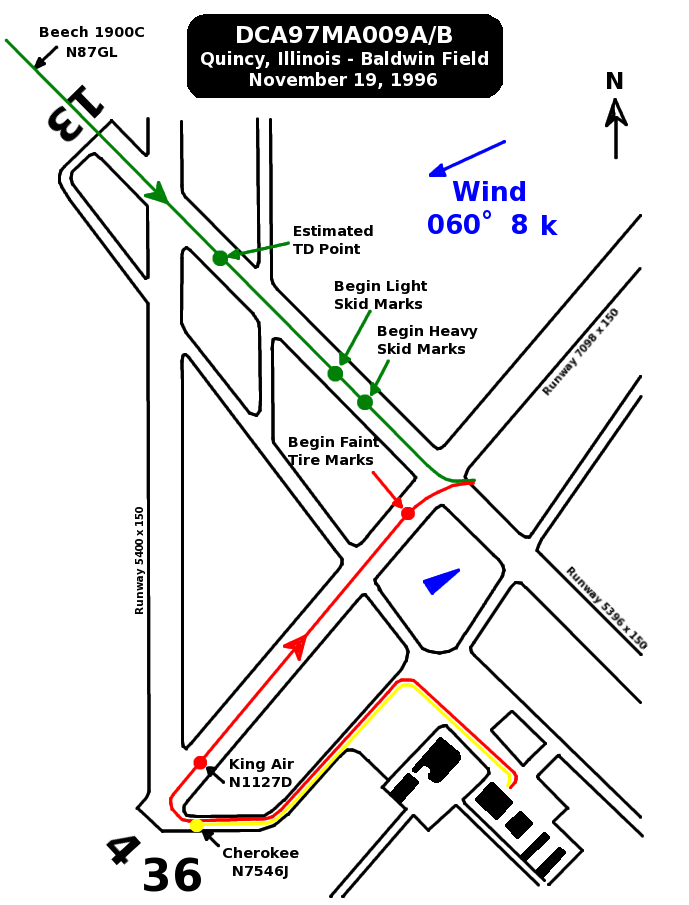
Схема столкновения

19 ноября 1996 года Beechcraft 1900C-1 борт N87GL вылетел из Чикаго в 15:25 CST. После промежуточной посадки в Берлингтоне самолёт вылетел в Куинси.
Когда рейс UE 5925 подлетал к аэропорту Куинси, там в данный момент готовились к взлёту два самолёта. Beechcraft King Air 65A-90 борт N1127D стоял в начале ВПП №04, самолёт Piper PA-28 борт N7546J стоял следом за ним. Аэропорт Куинси не имел башни, поэтому организацией движения занимались сами пилоты, используя общую частоту.
При подлёте к аэропорту экипаж рейса 5925 запросил, собирается ли борт N1127D ожидать на полосе. Не получив ответа, спустя некоторое время экипаж рейса 5925 повторил запрос и получил ответ от пилота Piper PA-28 Ларри Бедфорда (англ. Larry Bedford), что тот ожидает взлёта. Но часть его сообщения была заглушена системой GPWS, сообщившей текущую высоту, и из-за этого экипаж рейса 5925 не смог понять, что Piper PA-28 стоит вторым в ожидании взлёта и в итоге был приведён в заблуждение, полагая, что оба самолёта будут ожидать, пока их самолёт не освободит полосу.
Рейс 5925 сел на ВПП №13, и в это же самое время борт N1127D начал разбег по ВПП №04.
За несколько секунд до столкновения пилоты обоих самолётов увидели друг друга и попытались свернуть друг от друга, но в 17:01 CST рейс UE 5925 на полной скорости врезался в левый бок борта N1127D. От удара борт N1127D полностью разрушился (оба пилота на его борту погибли), а рейс 5925 выехал за пределы полосы и загорелся.
В аэропорту находились три пилота, которые подбежали к месту катастрофы, но им не удалось открыть двери Beechcraft 1900C-1 до того, как он взорвался и был уничтожен огнём. Все 12 человек на борту рейса UE 5925 погибли.

## Расследование
Расследование причин столкновения в аэропорту Куинси подтвердил Национальный совет по безопасности на транспорте (NTSB).
Окончательный отчёт расследования был опубликован 1 июля 1997 года. 
Согласно отчёту, причиной столкновения стало то, что пилот борта N1127D не уделил внимания сообщениям на общей частоте и не следил за движением вблизи аэропорта визуально.
Сопутствующими факторами стали заглушенное сообщение пилота Piper PA-28 и отсутствие спасательного и пожарного оборудования в аэропорту Куинси (это стало причиной гибели всех 12 человек на борту рейса 5925).

## Культурные аспекты
Столкновение в аэропорту Куинси показано в 15 сезоне канадского документального телесериала Расследования авиакатастроф в эпизоде Фатальная передача.